# Pterospermum reticulatum
Pterospermum reticulatum är en malvaväxtart som beskrevs av Robert Wight och Arn.. Pterospermum reticulatum ingår i släktet Pterospermum och familjen malvaväxter. Inga underarter finns listade i Catalogue of Life.

## Bildgalleri

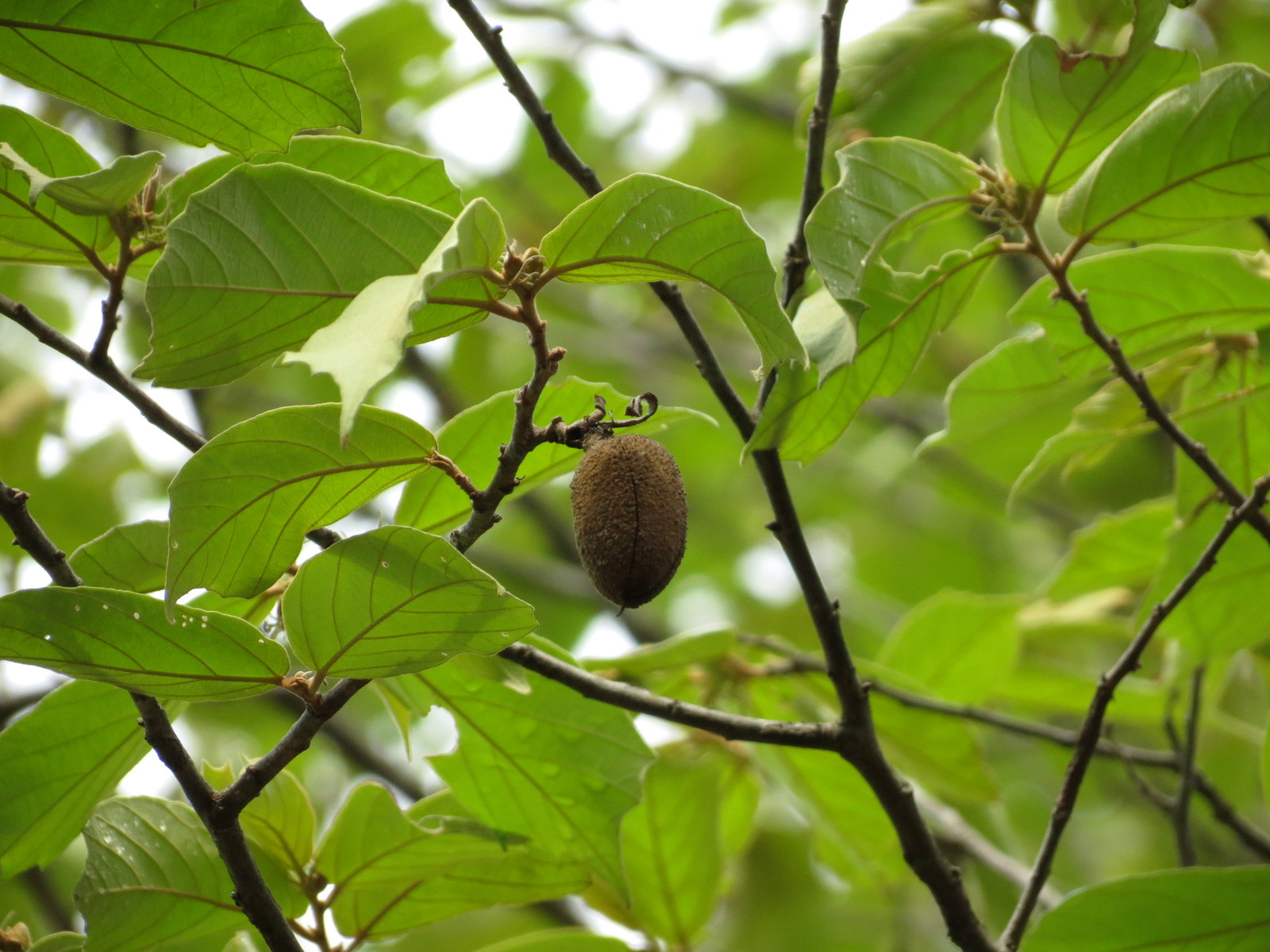
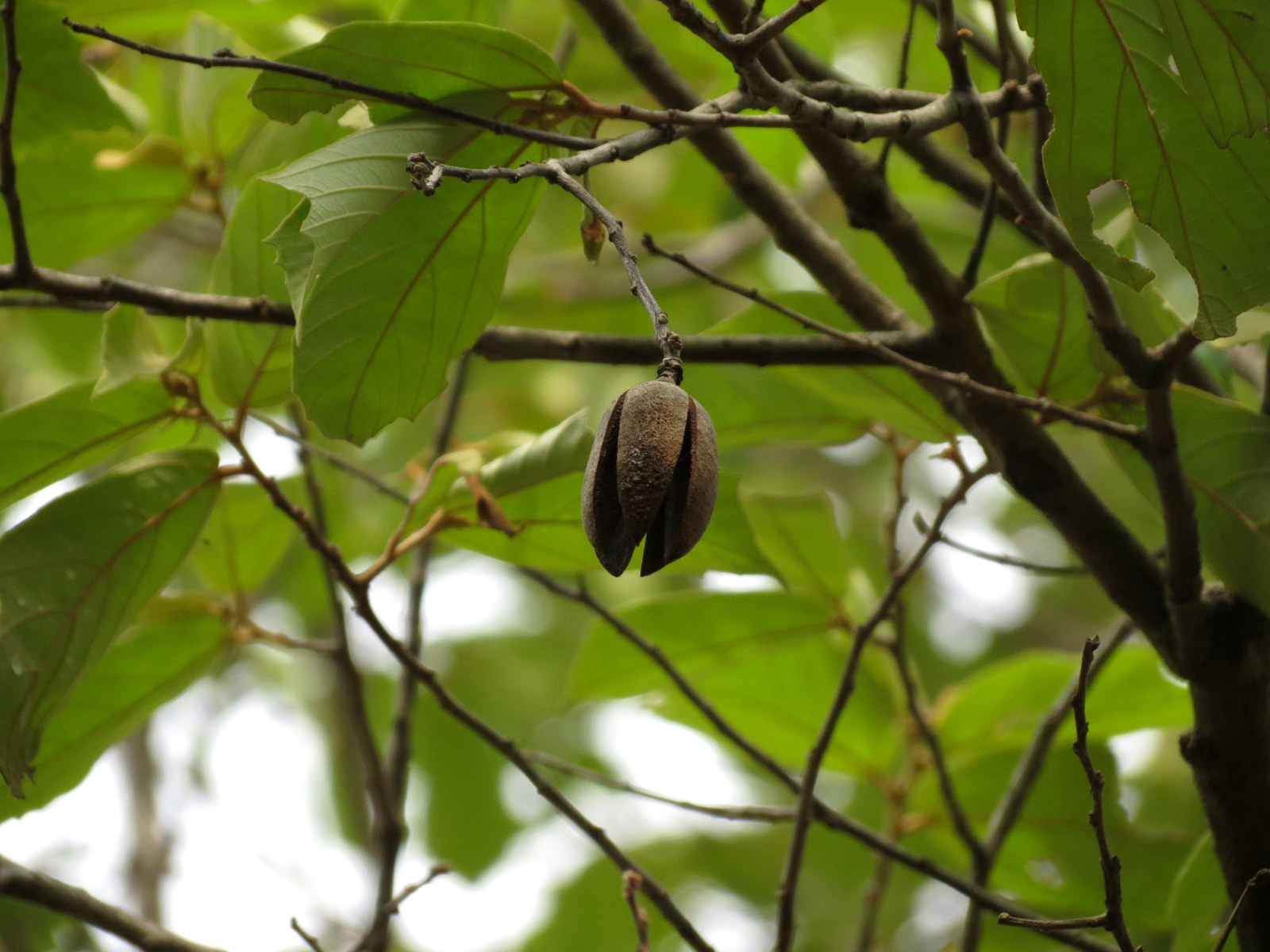
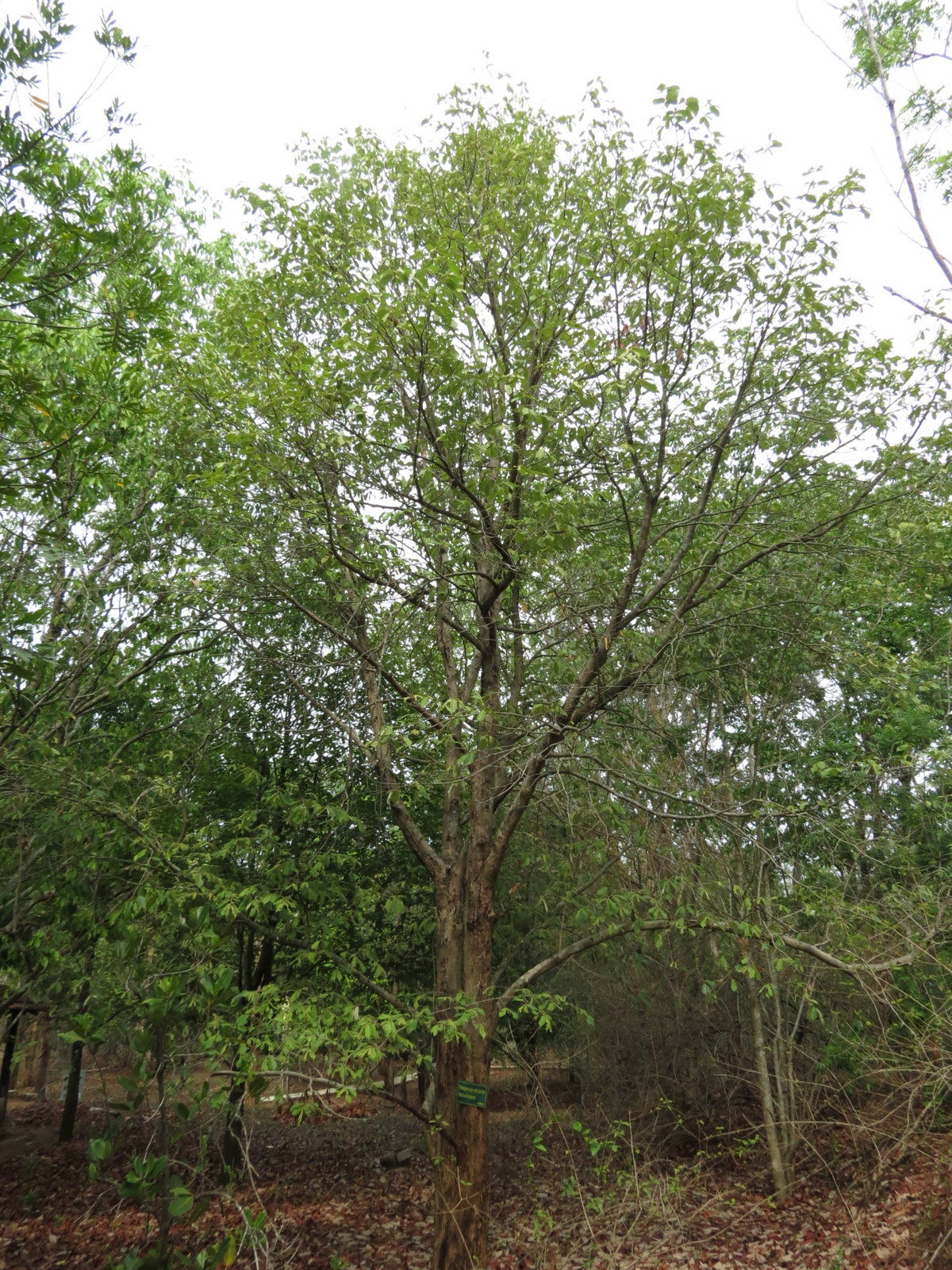
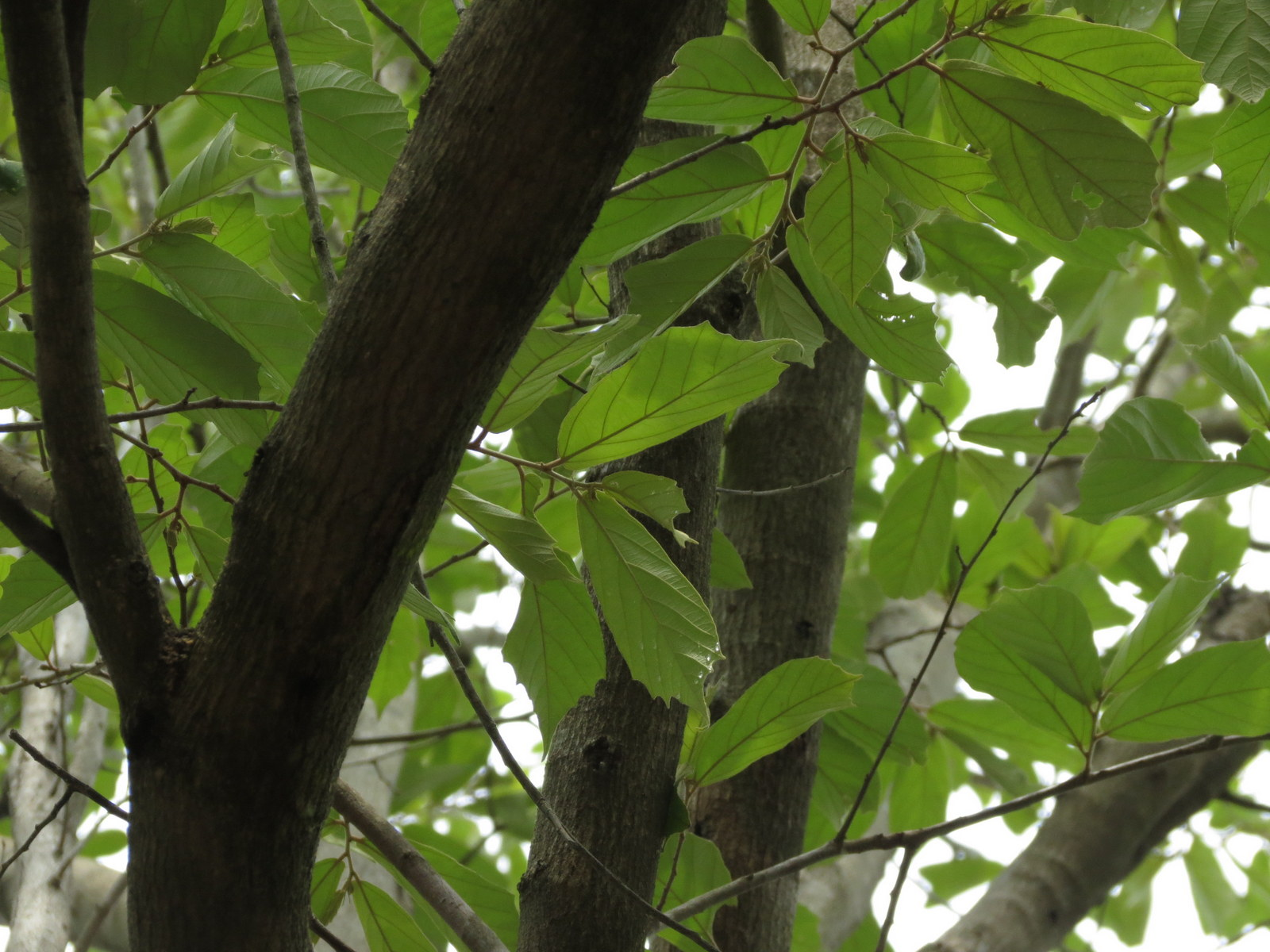
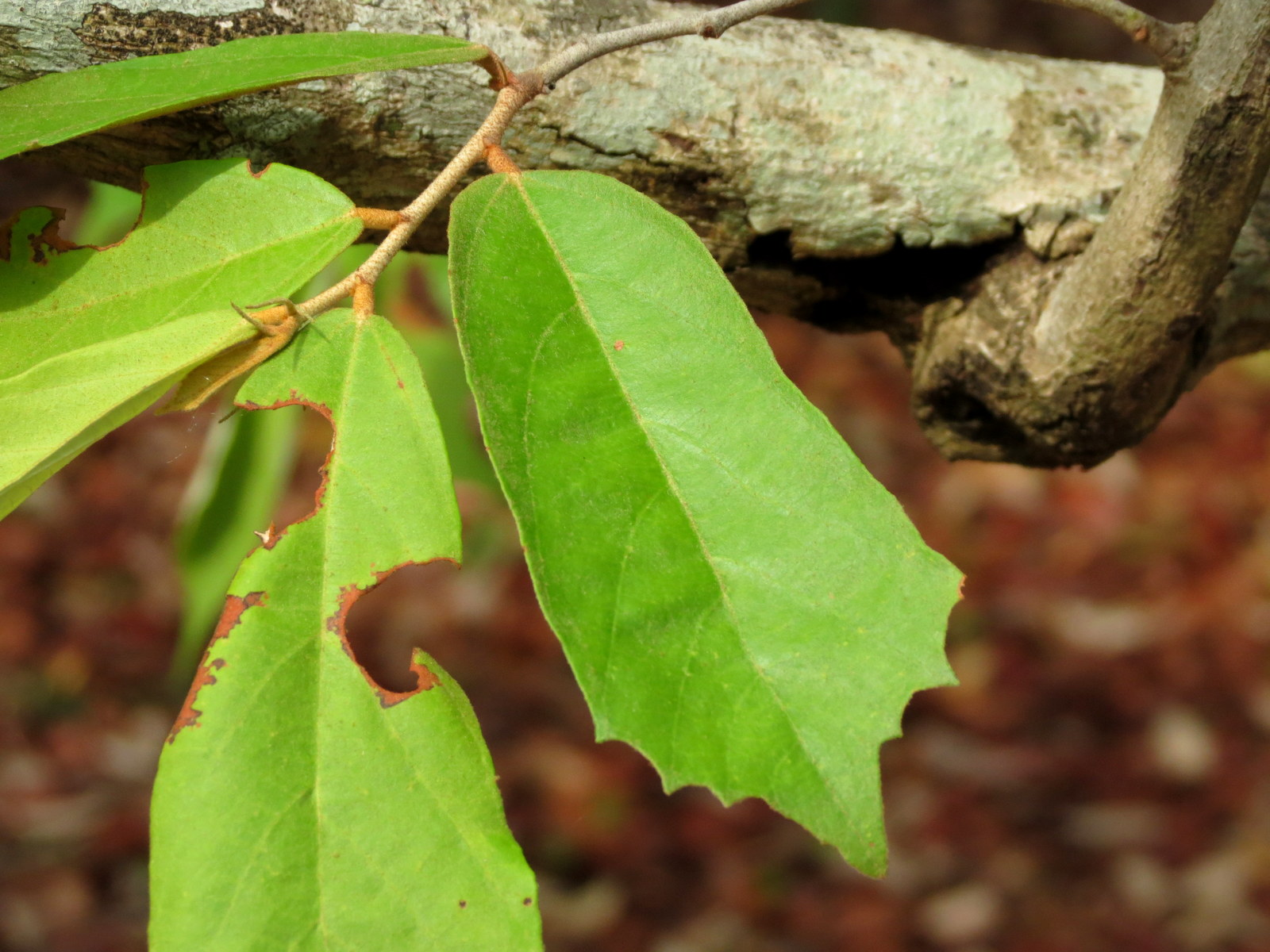
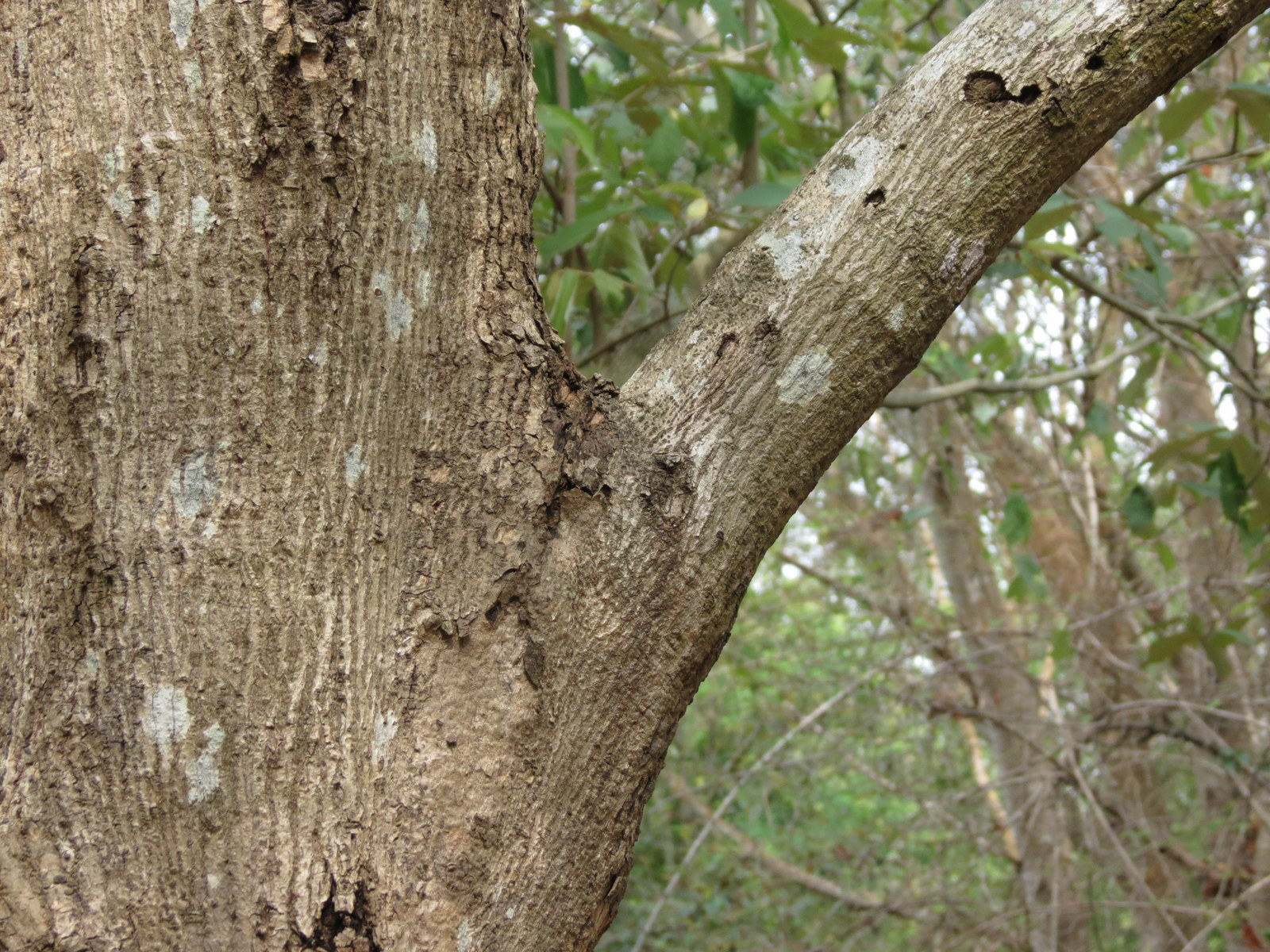